# Kaiyō
Kaiyō (海陽町?) è una cittadina giapponese della prefettura di Tokushima.